# Машан Божовић
Машан Божовић (4. март 1858 Стијена у Пиперима — 25. септембар 1920 Подгорица), министар војни Краљевине Црне Горе, предсједник општине Цетиње, сердар, родом је из Пипера.

## Биографија
У црногорско-турском рату 1876 — 1878. је био добровољац. Био је питомац прве генерације Војне академије у Италије од 1882. до 1886. Предсједник општине Цетиње био је од 1889. до 1894. Учествовао је на челу црногорског одреда на Криту у саставу међународних трупа за одржавање мира на том острву. Реактивиран је 1910. године. Био је командант Прекотарског одреда 1912 — 1913,бобовских одреда Сандића, а у Првом свјетском рату командант Друге дивизије Санџачке војске. Именован је за сердара 1915. када је постао министра војни од 3. јула до 20. децембра. За успјешно командовање у рату добио је 5. децембра 1915. титулу пиперски сердар. Од 1915. био је командант Старосрбијанског одреда. Од 1916. до 1918. био је у логору у Мађарској. Послије уједињења као пуковник југословенске војске, био је командант пука и комaндант мјеста у Подгорици. Одликован је Медаљом за храброст.